# Mackenzie Rosman
Mackenzie Rosman (28 decembrie 1989, Charleston, Carolina de Sud) este o tânără actriță din Statele Unite ale Americii.